# Excelsior Mouscron
Excelsior Mouscron – belgijski klub piłkarski z siedzibą w mieście Mouscron, działający w latach 1964–2009.

## Historia
Klub został założony w 1964 roku w wyniku fuzji Stade Mouscron i ARA Mouscron. Dwukrotnie w swojej historii grał w finale Pucharu Belgii, w 2002 (1:3 z Club Brugge) i 2006 roku (1:2 z SV Zulte Waregem).
W 2009 roku z powodu problemów finansowych zawodnicy Mouscron odmówili gry. Klub został zdegradowany przez trzy walkowery do trzeciej ligi. Wszyscy zawodnicy stali się wolni w poszukiwaniu nowych klubów. Klub ostatecznie został rozwiązany 28 grudnia 2009.

## Sukcesy
- Puchar Belgii:
  - finał (2): 2002, 2006
- Tweede klasse:
  - wicemistrzostwo (1): 1993/1994

## Europejskie puchary
Legenda do wszystkich tabel:
- Q – runda eliminacyjna, 1/16, 1/8, 1/4, 1/2 – odpowiednia faza rozgrywek, Grupa – runda grupowa, 1r gr – pierwsza runda grupowa, 2r gr – druga runda grupowa, F – finał, R – runda, PO – play-off
- k. – rzuty karne, los. – losowanie, Dogr. – dogrywka, w. – zasada bramek strzelonych na wyjeździe

| Sezon   | Rozgrywki   | Runda | Przeciwnik            | Dom | Wyjazd | Ogólnie |
| ------- | ----------- | ----- | --------------------- | --- | ------ | ------- |
| 1997/98 | Puchar UEFA | 2Q    | Apollon Limassol      | 3–0 | 0–0    | 3–0     |
| 1997/98 | Puchar UEFA | 1R    | FC Metz               | 0–2 | 1–4    | 1–6     |
| 2002/03 | Puchar UEFA | 1Q    | Íþróttafélagið Fylkir | 3–1 | 1–1    | 4–2     |
| 2002/03 | Puchar UEFA | 1R    | Slavia Praga          | 2–2 | 1–5    | 3–7     |